# ポール・セレノ
ポール・カリスタス・セレノ (Paul Callistus Sereno、1957年10月11日 - ) は、ナショナルジオグラフィックの探検家でシカゴ大学の古生物学教授。内モンゴル、ニジェール、モロッコ、アルゼンチン、インド等、様々な大陸のいくつもの新種恐竜を発見していることで知られる。彼の最も有名な発見の一つは、ニジェールのテネレ砂漠におけるサルコスクスの完全に近い標本の発見である。

## 経歴

### 少年時代と学歴
郵便配達員 と小学校の美術の教師の息子として生まれ、イリノイ州ネイパーヴィルで育ち、ネイパーヴィルセントラル高校を卒業した。1979年にノーザンイリノイ大学（生物学学士）、1981年にコロンビア大学（美術修士）を修了、1981年に古脊椎動物学修士および地質学修士、1987年に地質学博士号を取得した。

### 職歴
セレノは1997年のピープルで最も素晴らしい人々50人のうちの1人に名を連ねている。
都市の子供たちに科学のキャリアを追求するための科学教育機関、プロジェクト・エクスプロレーションを共同設立した。
2009年にCBSのDVD Dinosaur Discoveriesに出演した。
2008年8月14日、ニジェール領内のサハラ砂漠のゴベロの大きな湖の端で10,000〜5,000年前の石器時代に住んでいた人々の墓地を発見した。その発見はナショナルジオグラフィックによりドキュメンタリー番組 Skeletons of the Sahara として番組になった 。

## セレノまたは彼のチームによって発見された化石種

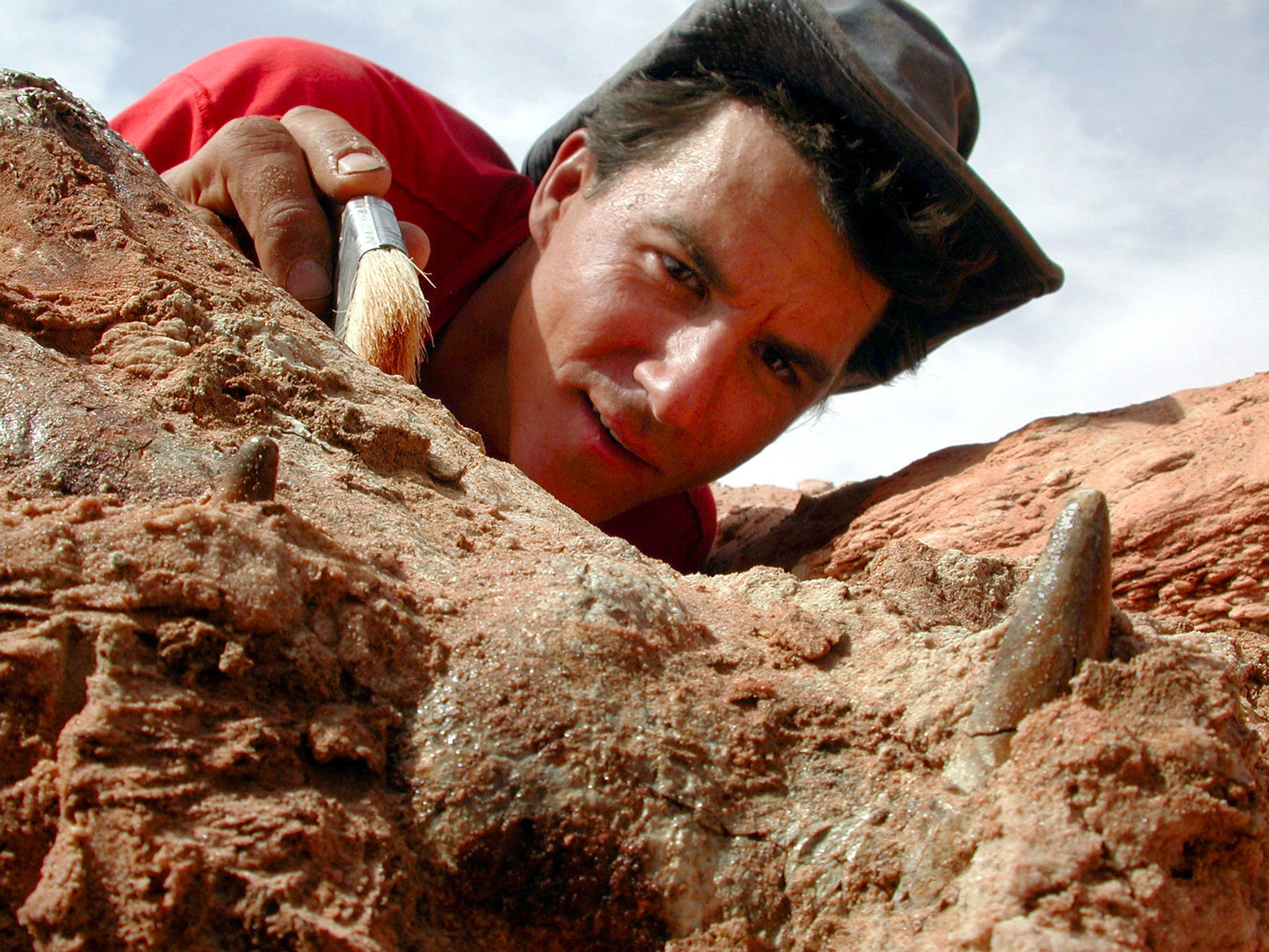
2010年の発掘中のポール・セレノ

| 恐竜 - アエロステオン - アフロヴェナトル - カルカロドントサウルスの新標本 - デルタドロメウス - エオカルカリア - エオドロマエウス - エオラプトル - エルリアンサウルス - グラキリケラトプス - ヘルレラサウルスの新標本 - ジョバリア - クリプトプス - ネイモンゴサウルス - ニジェールサウルス - ペゴマスタックス - プシッタコサウルス | - ラジャサウルス - ラプトレックス - ルゴプス - スピノサウルスの新標本 - スピノストロフェウス - スコミムス その他の爬虫類 - マラスクス-初期の恐竜様類 - アフリカの翼竜類 - サルコスクス-通称スーパークロック - アナトスクス-アヒルワニ - アラリペスクス-ネズミワニ - カプロスクス-イノシシワニ - ラガノスクス-パンケーキワニ |